# Landskap med vattenkvarn
Landskap med vattenkvarn är en oljemålning av den franske naivistiske konstnären Henri Rousseau. Den målades 1879 och ingår sedan 1923 i samlingarna på Göteborgs konstmuseum efter en donation av Gustaf Werner. 
Rousseau var självlärd och kallades ofta Le Douanier eftersom han till yrket var tulltjänsteman. På lediga stunder började han måla omkring 1880 när han var omkring 35 år gammal. Inte förrän 1893, när han var 49 år, lämnade han sitt jobb på Tullverket och flyttade till Montparnasse för att måla på heltid. Av de 150 kända målningarna av Rousseau är Landskap med vattenkvarn en av de tidigaste.  